# Cuerva
Cuerva es un municipio y localidad española de la provincia de Toledo, en la comunidad autónoma de Castilla-La Mancha. El término municipal tiene una población de 1260 habitantes (INE 2024).

## Toponimia
La hipótesis más aceptada del origen del término "Cuerva" es la que indica que se derivaría del latín corvus, cuervo. Sin embargo, tampoco resulta extraña la identificación con su antiguo nombre, Libora, que habría evolucionado tal vez de la forma Libora > Lorba > Corva, y de aquí a su nombre actual. También podría significar "caserío curvo, no derecho, el que llegaba por camino torcido". 
En 1220 se le cita con el nombre de "El Villar de Corva" y en un documento del siglo XVI se dice que el primer nombre del pueblo fue "Peñaflor". Antes de su actual nombre se denominó "Villacarrillo" tras ser la villa adquirida por Juan Carrillo.

## Geografía
El municipio se encuentra situado en una colina de la comarca de los Montes de Toledo y linda con las poblaciones de Totanés, Pulgar, Las Ventas con Peña Aguilera, Menasalbas y Gálvez, todas de Toledo.

## Historia

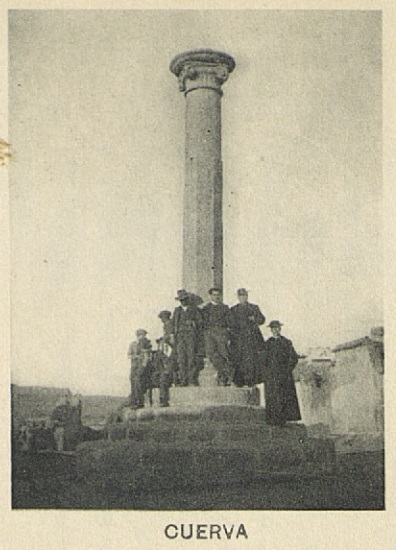
Rollo de justicia

Aparece citada por Ptolomeo en su Geographías Hyphégesis como Λιβóρα, Libora o Aebura, topónimo procedente de la coz celta eburos (tejo), entre las poblaciones de los carpetanos.
En el año 181 a. C. el pretor Quinto Fulvio Flaco, ante la rebelión de algunos pueblos celtíberos, montó su campamento en Ebura, la que después sería Libora. En cuyos campos los romanos y sus aliados obtuvieron una gran victoria. (Tito Livio, XL, 30-32).
Durante la reconquista la población fue ganada a los moros por los Laso de la Vega, comenzando su repoblación a finales del siglo XII. En 1155 aparece como Corva en un documento de entrega de aldeas por Alfonso VII.
En 1220 se indica que es una zona de caza y en 1448 se dice que el convento de San Clemente de Toledo poseía algunas tierras en la población.
A mediados del siglo XIX contaba con 175 casas y el presupuesto municipal era de 8 a 9000 reales que se cubría con la producción de distintas fincas comunales y los impuestos municipales.

## Demografía
Cuenta con una población de 1260 habitantes (INE 2024).
| Gráfica de evolución demográfica de Cuerva entre 1842 y 2021                                                          |
| |
| Población de derecho según los censos de población del INE. Población de hecho según los censos de población del INE. |

| 1272          | 1276 | 1291 | 1311 | 1297 | 1322 | 1353 | 1348 | 1359 | 1421 |
| (Fuente: INE) |      |      |      |      |      |      |      |      |      |

## Símbolos
Escudo de un solo cuartel: de plata, el castillo de gules, sostenido de un peñasco de sinople y acompañado de un escudete con las armas de Lasso de la Vega (cuartelado en espa; 1º y 4º, de sinople, la banda de gules, perfilada de oro. 2º y 3º de oro la salutación angélica "Ave María" en letras de sable) y un cuervo de sable. Al timbre corona real cerrada.
El escudo de la villa de Cuerva fue encargado en 1980 por el Ayuntamiento a los heraldistas e historiadores José Luis Ruz Márquez y Buenaventura Leblic García quienes estimaron idóneas para ser incluidas en el blasón municipal las circunstancias más relevantes de la villa: el castillo de Peñaflor, el cuervo por su antiquísima denominación, "corva", así como el escudo de armas de los Lasso de la Vega, en cuyo señorío acabó.  Aprobado por pleno municipal de 30 de octubre de 1980, fue informado por la Real Academia de la Historia en sesión de 25 de junio de 1982.

## Administración
| Periodo   | Nombre                                                  | Partido   |
| --------- | ------------------------------------------------------- | --------- |

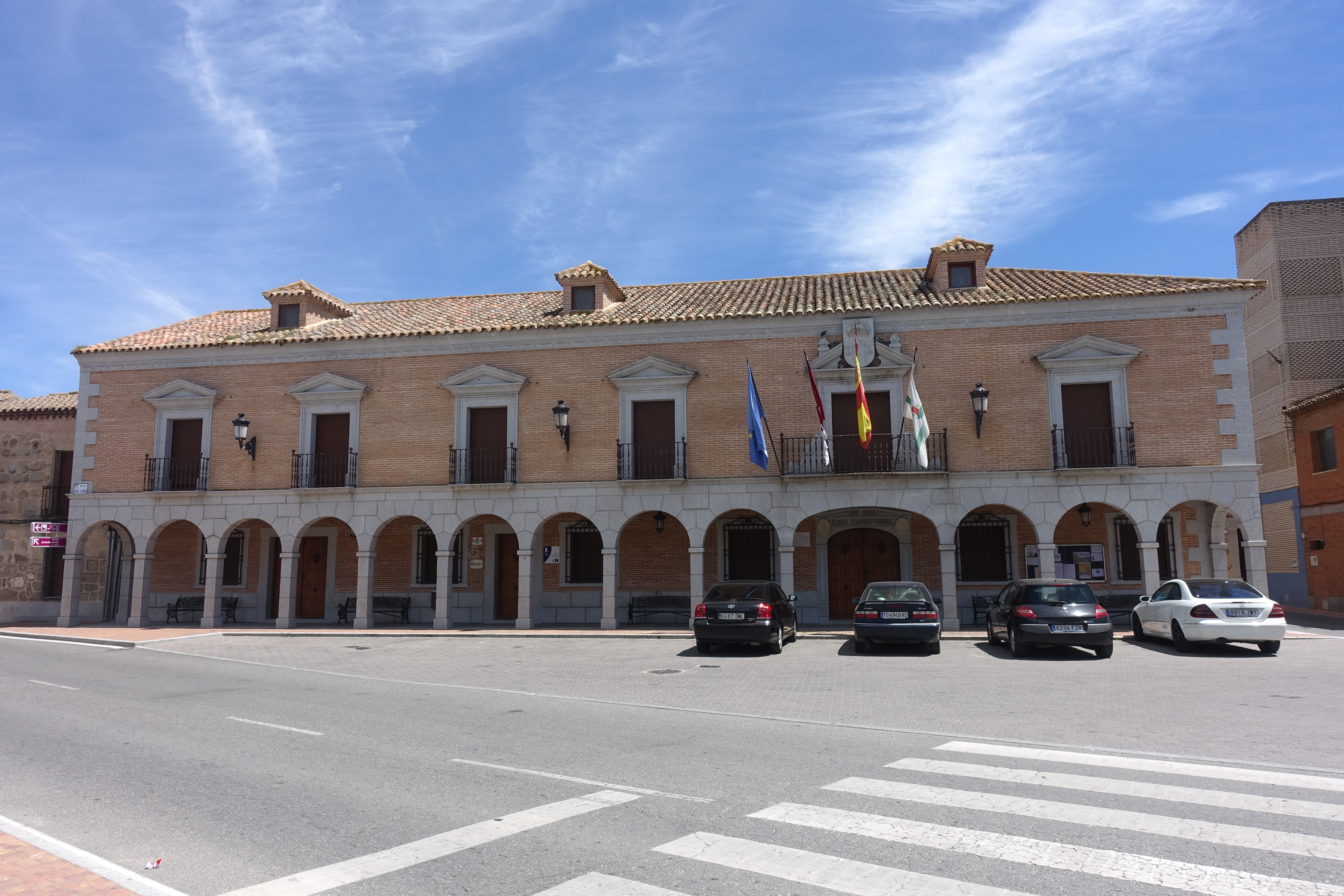
Casa consistorial

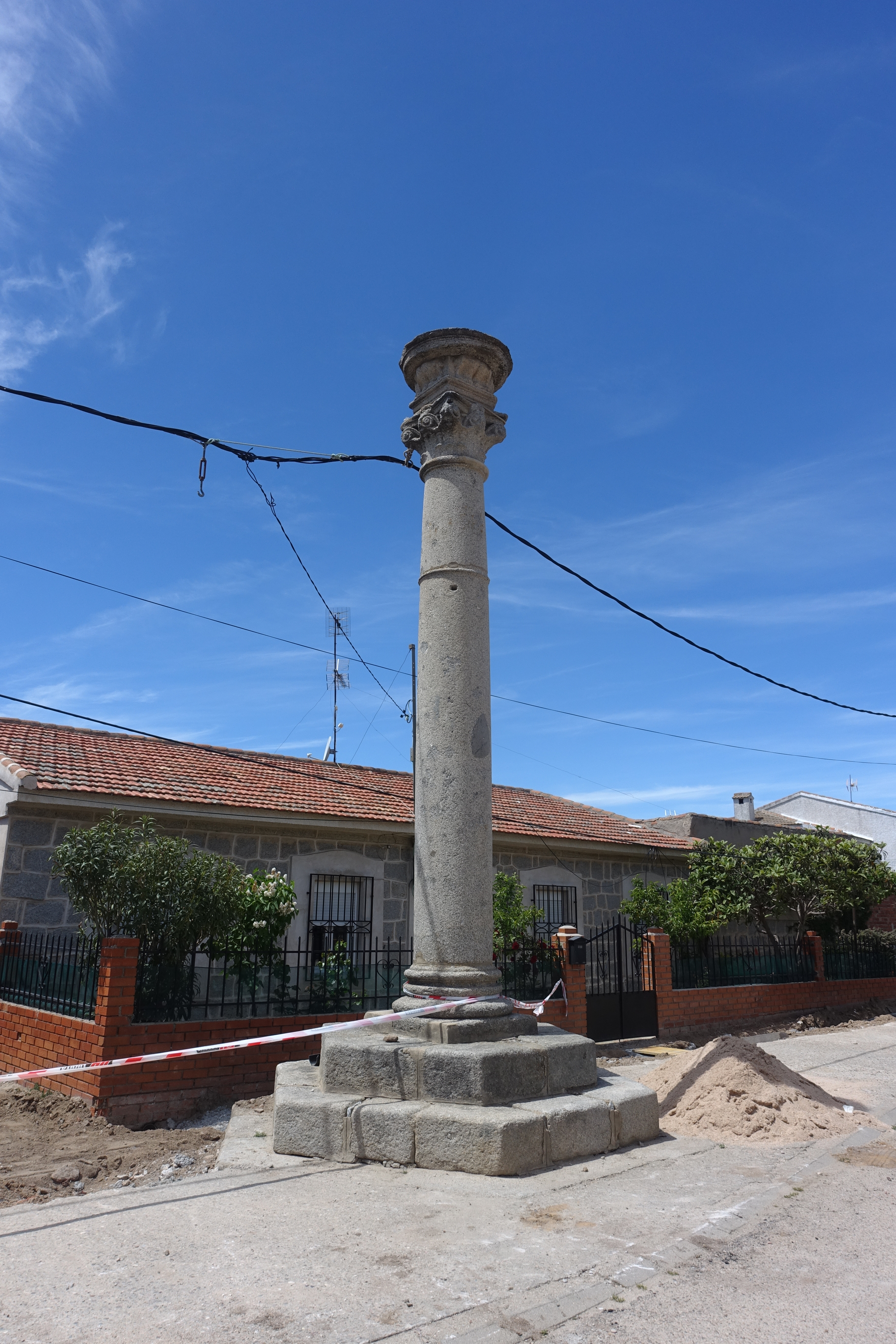
Rollo de justicia

| 1979-1983 | Victoriano Alonso Villarreal                            | AP/PDP/UL |
| 1983-1987 | Fernando J. Bejerano Ayuga                              | AP/PDP/UL |
| 1987-1991 | Fernando J. Bejerano Ayuga                              | PP        |
| 1991-1995 | Amador Rojas Balmaseda                                  | PP        |
| 1995-1999 | Amador Rojas Balmaseda                                  | PP        |
| 1999-2003 | Amador Rojas Balmaseda                                  | PP        |
| 2003-2007 | Francisco Lorenzo Conejo                                | PP        |
| 2007-2011 | Víctor Cerezo López (hasta 2009) Estela Medina Paniagua | PP PSOE   |
| 2011-2015 | Víctor Cerezo López                                     | PP        |
| 2015-2019 | Víctor Cerezo López                                     | PP        |
| 2019-2023 | Miguel Ángel Rodríguez Pedroña                          | PSOE      |
| 2023-act. | Montserrat Rojas Sierra                                 | PP        |

## Patrimonio

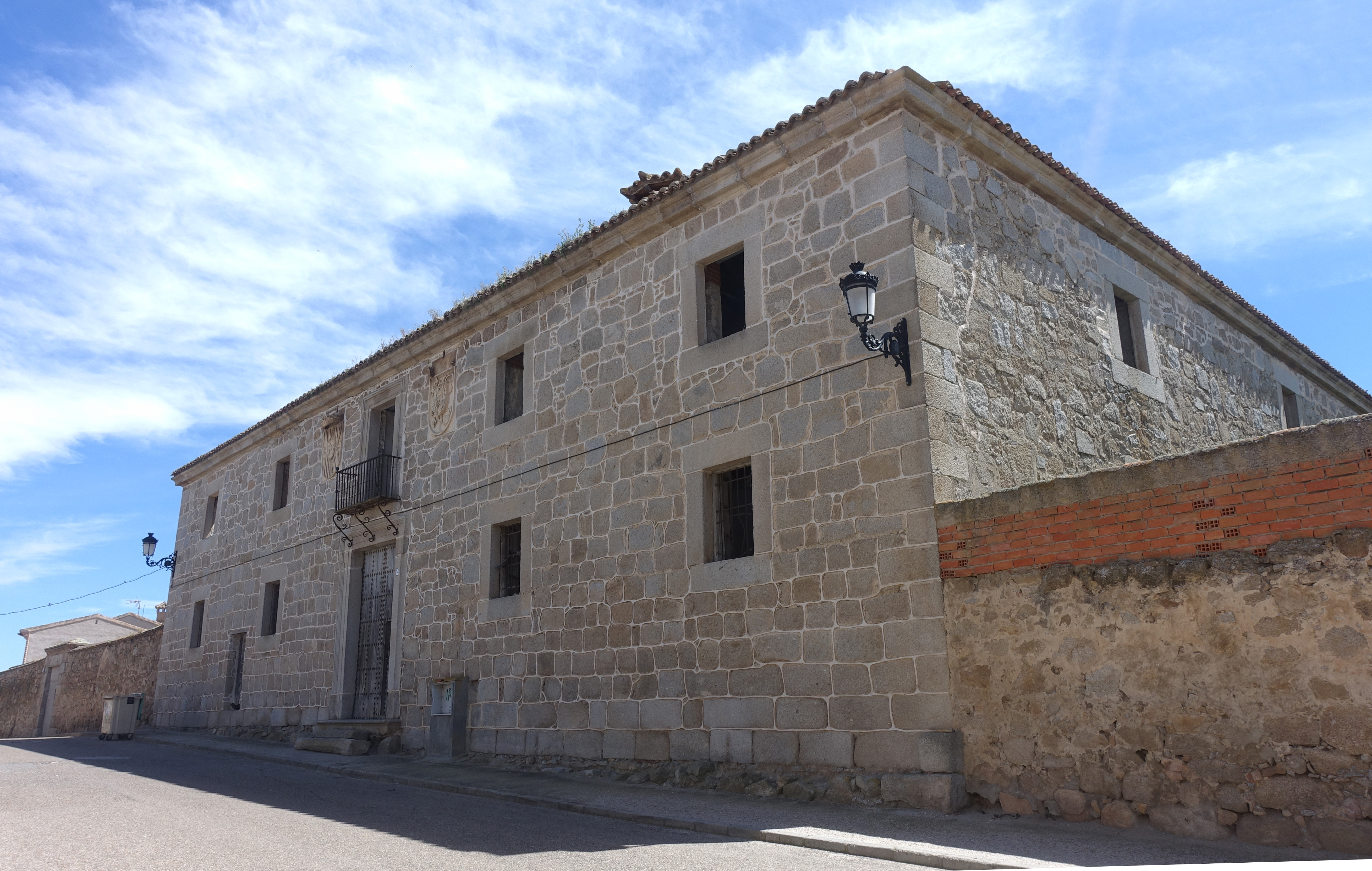
Colegio de Gramáticos

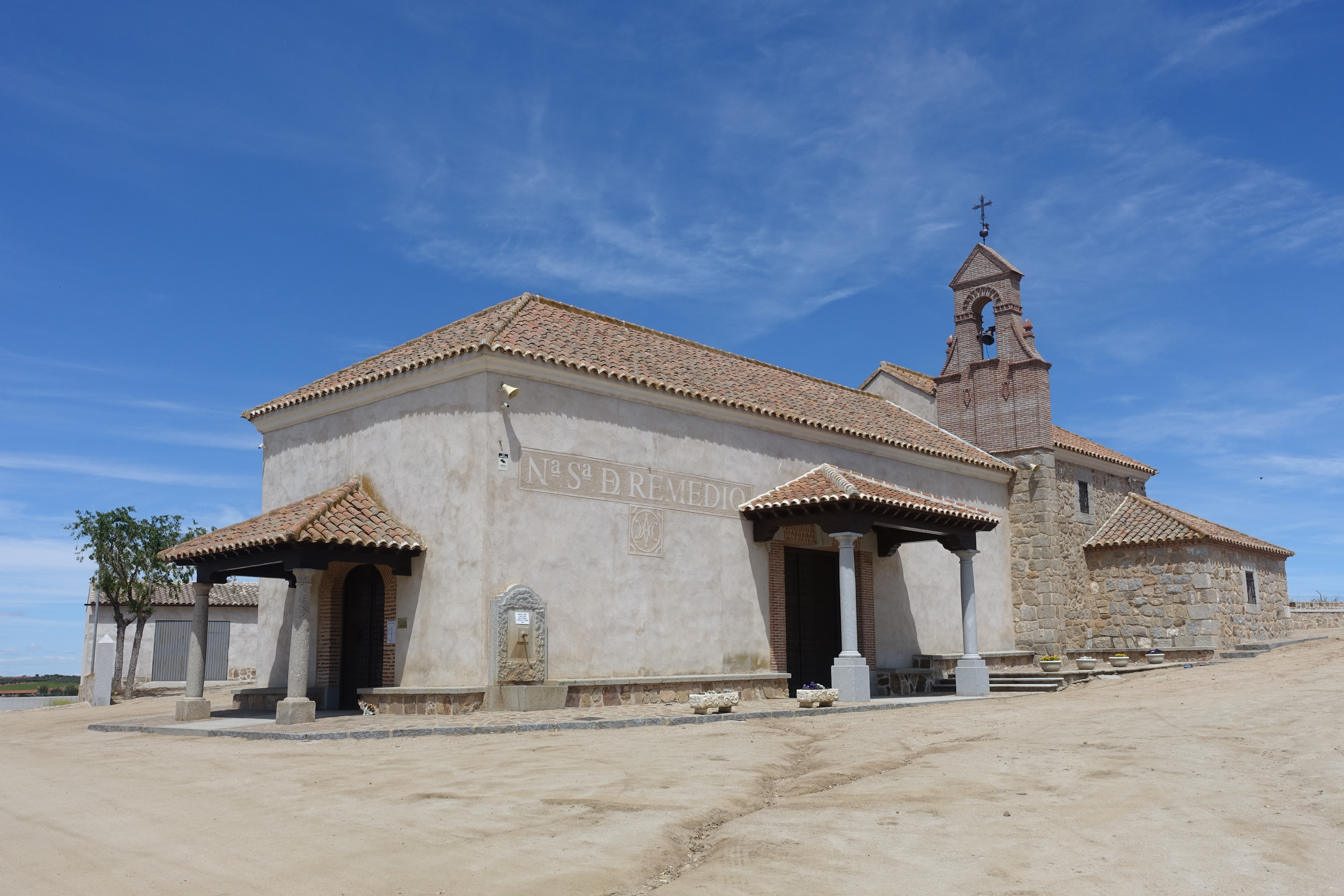
Ermita de Nuestra Señora de los Remedios

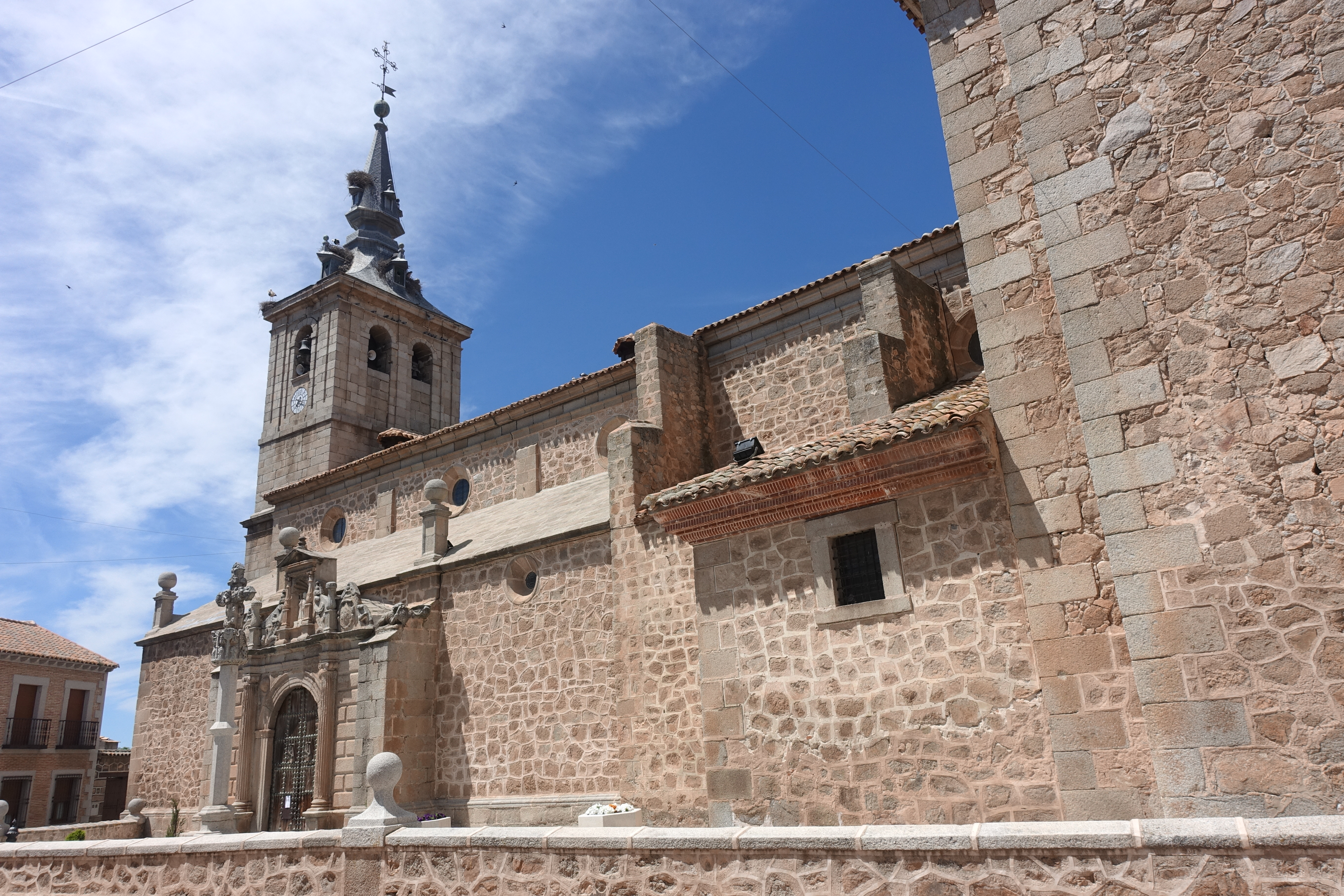
Iglesia de Santiago Apóstol

A destacar el castillo de Peñaflor mandado construir por Alfonso X, la Antigua Escuela de Gramáticos del siglo XVII, la ermita Virgen de los Remedios, la iglesia parroquial del Apóstol Santiago y el Rollo de Justicia del siglo XV.

## Personas notables
- Eugenio Gerardo Lobo, escritor, de familia noble, nacido el 24 de septiembre de 1679. Siguió la carrera militar (se le apodaba el Capitán Coplero) y tomó parte en la Guerra de Sucesión y en varias campañas de África e Italia. Se le concedió el hábito de la Orden de Santiago y fue gobernador militar y civil de Barcelona. Lobo escribió algunas comedias y cultivó los géneros típicos de la poesía de su tiempo: versos festivos, de conceptos amorosos, etc. Murió de una caída de caballo en agosto de 1750. Entre otras, pueden citarse las siguientes obras: Selva de las Musas (Cádiz, 1717), Obras poéticas de don Eugenio Gerardo Lobo (Pamplona, 1724), El más justo rey de Grecia (obra teatral representada en Madrid en septiembre de 1757), Mártires de Toledo y Texedor Palomeque (obra teatral representada en Madrid en septiembre de 1764).

## Fiestas
- 16 y 17 de enero: San Antón.
- 15 de mayo: San Isidro.
- 8 de septiembre: Nuestra Señora del Remedio.